# Kongrua
Mit Kongrua (lateinisch congrua, congrua portio oder sustentatio congrua) werden allgemein die zum Lebensunterhalt eines geistlichen Würdenträgers notwendigen Mindesteinkommen aus einem bepfründeten Kirchenamt bezeichnet.
Nach dem Zeitalter der Säkularisation übernahmen einige europäische Staaten der Neuzeit anteilig Kosten für kirchliche Bedienstete (z. B. bis 1939 der Staat Österreich subsidiär durch die Religionsfondsdotation). Mit der Errichtung des Kirchenbeitragsgesetzes 1939 wurden die staatlichen Zuschüsse aus diesen Fonds fast gänzlich gestrichen, Österreich übernahm diese Regelung auch nach 1945.